# MiG-29: Soviet Fighter
MiG-29: Soviet Fighter est un jeu vidéo de type rail shooter développé par Codemasters en 1989 et publié pour plusieurs ordinateurs personnels. Une version sans licence a également été publiée pour la NES par Camerica. 

## Système de jeu
Le joueur joue le rôle d'un pilote de chasse soviétique MiG-29. Le but du jeu est de vaincre l'Armée Terroriste Mondiale. Son style est similaire à celui d'After Burner. Les cartouches MiG-29 ont un petit interrupteur à l'arrière pour rendre le jeu compatible avec les systèmes américains et européens.

## Développement
La version originale du jeu a été écrite pour le ZX Spectrum par Richard Chaney alors qu'il était élève à la Wolfreton School, Hull, Royaume-Uni. Les graphismes et le son mis à jour ont ensuite été ajoutés par Codemasters. Les dix noms qui figurent sur le tableau des meilleurs scores sont ceux des élèves de l'école, dans la lignée de Richard, ce qui témoigne de l'origine même du jeu.

## Accueil
- Video Games : 62 % pour la version NES[2].